# Władysław Cieszyński (dziennikarz)
Władysław Cieszyński (ur. 28 października 1891 w Kolonii Bryńskiej, zm. 17 listopada 1939 w Piaśnicy) – polski dziennikarz i działacz polski na terenie Wolnego Miasta Gdańska. Wieloletni redaktor naczelny Gazety Gdańskiej. Związany z Gminą Polską. Został odznaczony Złotym Krzyżem Zasługi.

## Młodość
Cieszyński urodził się 28 października 1891 r. w Kolonii Bryńskiej koło Działdowa (obecnie województwo warmińsko-mazurskie), choć niektóre źródła podają również Długą Wieś jako przypuszczalne miejsce urodzenia.
Był synem Karola Cieszyńskiego i Marianny Ławickiej. Stracił rodziców i jego wychowaniem zajął się ks. dr. Gustaw Działowski. W 1908 r. Cieszyński rozpoczął naukę w gimnazjum w Chełmnie, gdzie dołączył do konspiracyjnej uczniowskiej organizacji – Towarzystwa Tomasza Zana. W latach 1910–1913 był jego prezesem. W 1912 roku Cieszyński wraz z kilkoma członkami stowarzyszenia uczestniczył w tajnym zjeździe organizacji niepodległościowych z trzech zaborów w Skolem na Podkarpaciu. Po powrocie do Chełmna Cieszyński założył skauting i został jego komendantem.
W 1914 r. zdał maturę i zapisał się do seminarium duchownego w Pelplinie. Po wybuchu I wojny światowej został powołany do niemieckiej armii. Uniknął jednak służby wojskowej poprzez zgłoszenie się do Czerwonego Krzyża jako sanitariusz w Prusach Wschodnich. Podczas wojny podjął studia ekonomiczno-polityczne w Królewcu. W Tylży poznał swoją przyszłą żonę, Małgorzatę Szerman. Wzięli ślub w 1919 r. i w lipcu tego samego roku zamieszkali w Sopocie.

## Działalność społeczna i dziennikarska
Po odzyskaniu przez Polskę niepodległości zaczął pracę w pelplińskim „Pielgrzymie”. Po zamieszkaniu w Sopocie swoją karierę publicystyczną kontynuował w Gdańsku. Od połowy 1919 r. był współredaktorem „Dziennika Gdańskiego”. Na jego łamach popularyzował sylwetki Polaków, np. Stanisława Chlebowskiego, Adama Didura, Mariana Mokwy czy Henryka Sienkiewicza.
W 1920 r. na Uniwersytecie Ludowym w Gdańsku prowadził wykłady z historii literatury polskiej i historii narodów słowiańskich. W latach 1921–1922 był prezesem Towarzystwa Śpiewaczego „Lutnia” w Sopocie, które podczas jego prezesury zdobyło I nagrodę na zjeździe kół śpiewaczych w Gdańsku. Od 1922 r. był członkiem Gminy Polskiej, organizacji zrzeszającej Polaków z Wolnego Miasta Gdańska, a w latach 1926–1930 pełnił funkcję jej pierwszego wiceprezesa. Założył w niej dwie komisje: towarzystw polskich i zrzeszeń oraz komisję prasową. W 1930 r. w „Gazecie Gdańskiej”, której był też redaktorem naczelnym ukazał się jego artykuł, w którym Cieszyński szacował liczbę Polaków w Gdańsku na 10–12% ogółu mieszkańców.
Uczestniczył w działalności Towarzystwa Ludowego „Jedność”. Był również jednym z członków założycieli Towarzystwa Przyjaciół Nauki i Sztuki w Gdańsku, a od 1923 r. jego sekretarzem. Dwa lata później Cieszyński oddał się pracy dziennikarskiej i stracił zainteresowanie Towarzystwem.
W kwietniu 1926 r. dwa czasopisma „Gazeta Gdańska” i „Echo Gdańskie” połączyły się i powstała „Gazeta Gdańska – Echo Gdańskie”. Od połowy 1926 r. Cieszyński był jej naczelnym redaktorem. Choć w 1929 r. gazeta została własnością „Gazety Zachodniej” i zmieniła tytuł, to Cieszyński nadal nią kierował, ale pod nazwą „Gazety Gdańskiej – Gazety Morskiej”. Od połowy 1930 r. czasopismo przyjęło pierwotną nazwę „Gazety Gdańskiej”. Cieszyński sprawował funkcję redaktora naczelnego do 1932 r.
Wykorzystywał gazetę do popularyzacji działalności Gminy Polskiej oraz Polskiej Macierzy Szkolnej. Propagował zakładanie polskich szkół i zachęcał do rodziców, żeby posyłali do nich dzieci. Apelował o wychowanie młodzieży w duchu patriotycznym. W swoich artykułach podkreślał również znaczenie współpracy polsko-gdańskiej.
W 1932 r. sąd gdański skazał go na 6 miesięcy więzienia za opublikowanie artykułu krytykującego wprowadzenie języka niemieckiego do szkół polskich. Na początku 1933 r. został zwolniony z więzienia, lecz nie wrócił do „Gazety Gdańskiej”. Rozpoczął pracę w dwutygodniku „Straż Gdańska”, który był organem Związku Polaków, a po jego połączeniu się z Gminą Polską – Gminy Polskiej Związku Polaków. Po konsolidacji był to organ całej Polonii gdańskiej. W 1938 r. należał do zarządu tej organizacji.
W tym samym roku był też wiceprezesem Federacji Polskiego Związku Obrony Ojczyzny oraz należał do Zarządu Obwodowego Towarzystwa Byłych Powstańców i Wojaków w Gdańsku.
W latach 1930–1934 był prezesem Syndykatu Dziennikarzy Polskich.
Wspólnie z Tadeuszem Bieńkowskim redagował „Baltische Presse”, polską gazetę niemieckojęzyczną. Jako korespondent współpracował m.in. z „Kurierem Bałtyckim”, „Kurierem Porannym”, „Gryfem” czy „Przeglądem Wieczornym”.
Współpracował z polskimi służbami specjalnymi prowadząc inwigilację niemieckiego środowiska dziennikarskiego w Gdańsku. W kontaktach z wywiadem używał kryptonimów „Kwatschmeer” i „Szerman”.
Za swoją pracę publicystyczną i społeczną został odznaczony w 1938 r. Złotym Krzyżem Zasługi.

## Śmierć

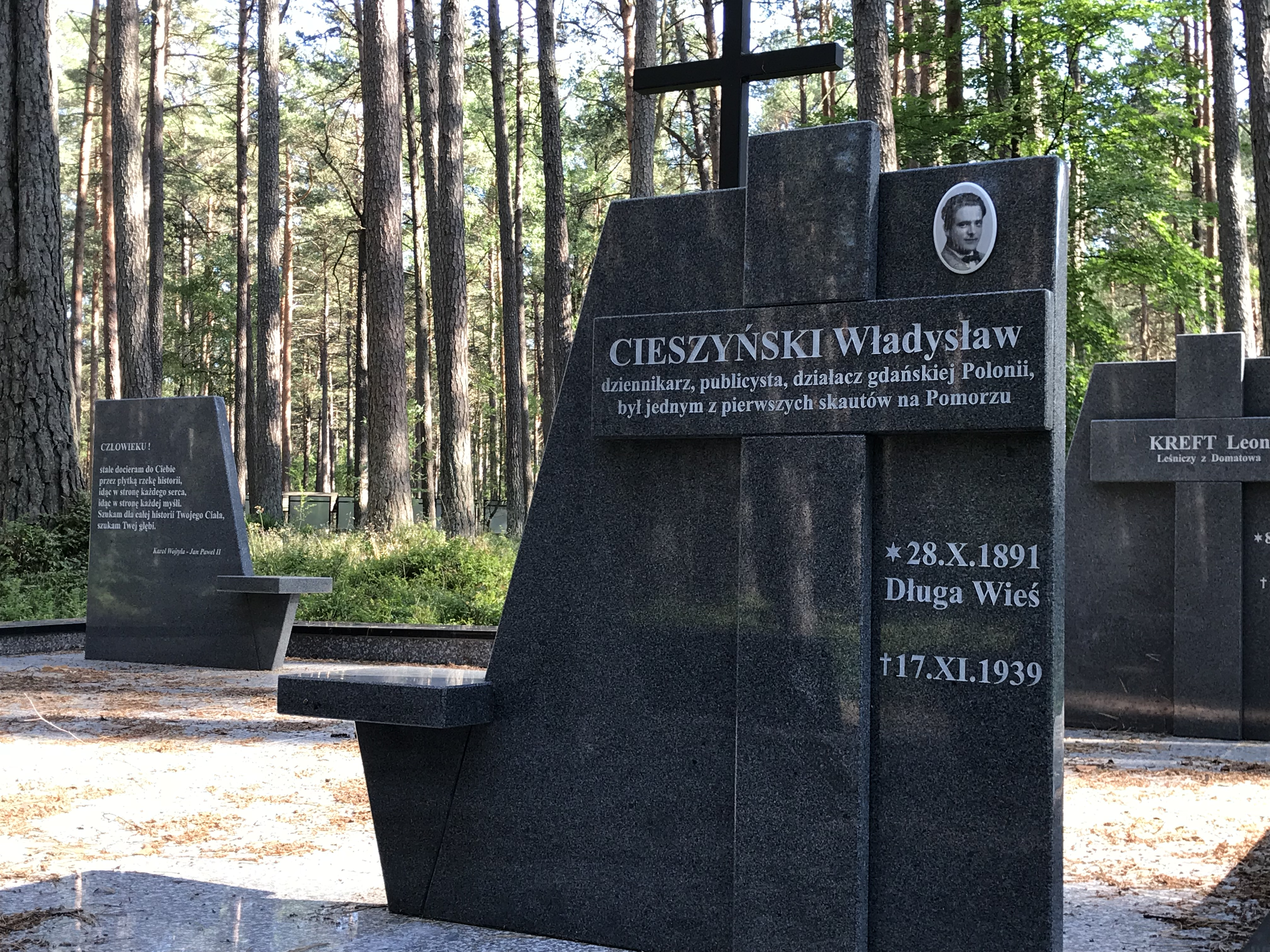
Grób Władysława Cieszyńskiego w Piaśnicy

Po rozpoczęciu się kampanii wrześniowej przedstawiciele władz polskich w Gdańsku oferowali Cieszyńskiemu sposób bezpiecznej ucieczki wraz z rodziną, jednak nie skorzystał z tej propozycji. Został aresztowany w pierwszych dniach okupacji. W ramach akcji wymierzonej przeciwko polskiej inteligencji został razem z innymi Polakami wywieziony do Piaśnicy i rozstrzelany dnia 17 listopada 1939 r. Jego grób symboliczny znajduje się na cmentarzu katolickim w Sopocie (kwatera D4-9-6).

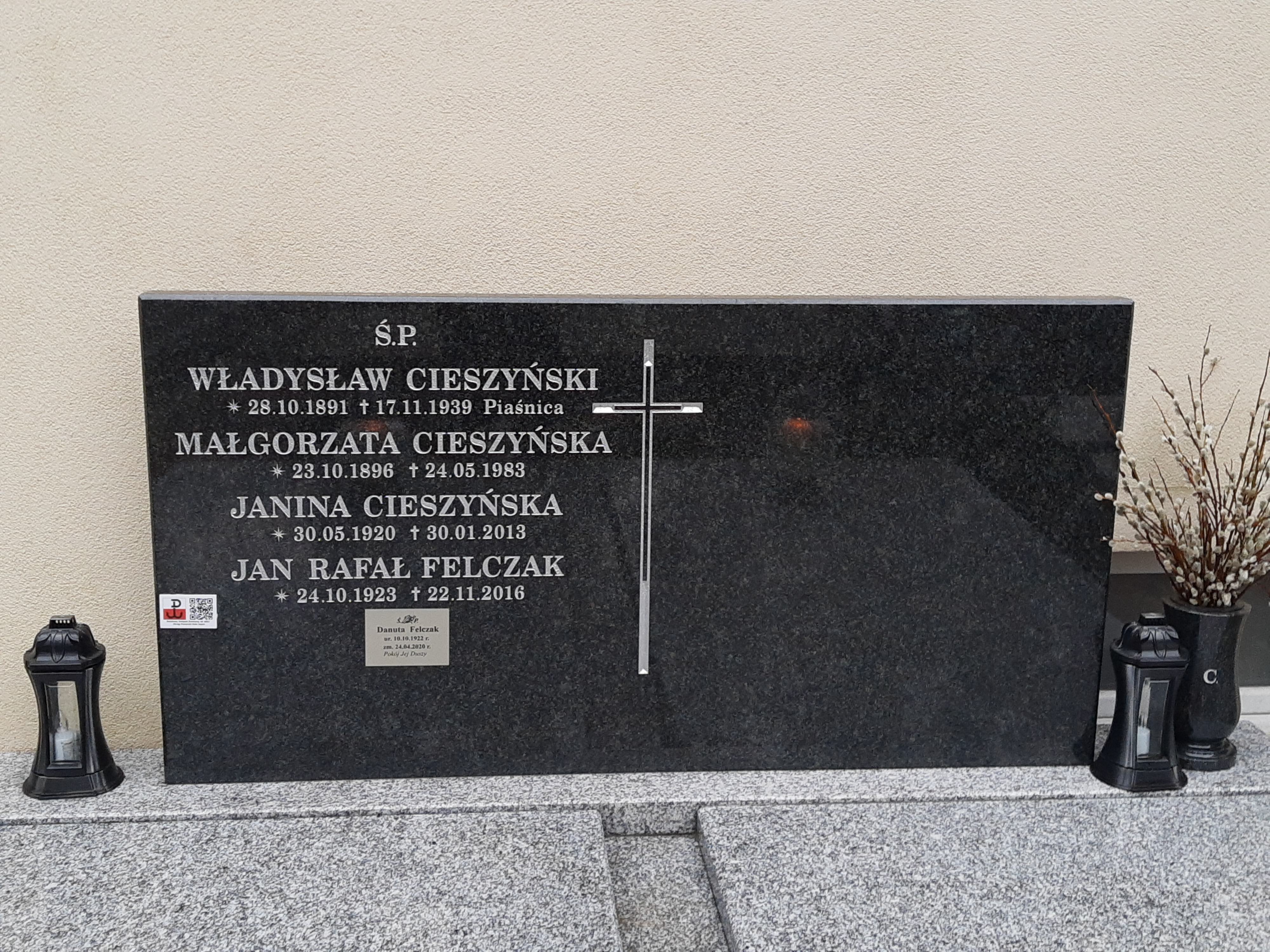
Grób symboliczny Władysława Cieszyńskiego na Cmentarzu katolickim w Sopocie

Jego żonę Małgorzatę, córki Janinę i Danutę oraz syna Olgierda wysiedlono na ciężkie roboty do Prus Wschodnich, skąd wrócili dopiero po zakończeniu wojny.

## Pamięć
W Sopocie, przy dzisiejszej ulicy Jana Sobieskiego, na ścianie domu, w którym mieszkał Cieszyński znajduje się tablica upamiętniająca tego dziennikarza i działacza Polonii w Wolnym Mieście Gdańsku.
Cieszyński jest patronem przystanku tramwajowego i autobusowego i dwóch ulic, z których jedna znajduje się w Gdańsku na Chełmie, a druga w Sopocie na Brodwinie.